# Limosina phycophila
Limosina phycophila är en tvåvingeart som först beskrevs av Richards 1963.  Limosina phycophila ingår i släktet Limosina och familjen hoppflugor. Inga underarter finns listade i Catalogue of Life.